# Metropolis (film)
Metropolis je nemški znanstvenofantastični nemi film iz leta 1927, ki ga je režiral Fritz Lang. Scenarij je Lang leta 1924 napisal skupaj s svojo ženo Theo von Harbou, leto pred izidom filma sta ga izdala tudi v knjižni obliki. Metropolis je distopični film, postavljen v futuristično urbano okolje, ki se ukvarja z razkolom med delavskim razredom in upravitelji v kapitalizmu, kar je bil pogost motiv znanstvene fantastike v obdobju vrhunca Weimarske republike, ko je film nastal. V glavnih vlogah so zaigrali Alfred Abel kot voditelj mesta, Gustav Fröhlich kot njegov sin, ki skuša posredovati med elito družbe in delavci, Brigitte Helm kot delavka čistega srca Maria in njena sprevržena robotska različica ter Rudolf Klein-Rogge kot nori znanstvenik, ki ustvari robota.
Film je nastal v Studiu Babelsberg v produkciji Universum Film A.G. (UFA). Gre za ekstravaganten film z najdražjo produkcijo svojega obdobja, ki je po ocenah stala 7 milijonov reichsmark, s čimer je prvi visokoproračunski znanstvenofantastični film. Po premieri so film močno skrajšali in kljub naporom, da bi film restavrirali v celoti, so šele leta 2008 odkrili pomanjšan negativ različice, ki je bila premierno prikazana v Nemčiji in je dolga 210 minut. Avtorske pravice v ZDA so potekle leta 1953 in po tistem je izšlo mnogo kopij za domači video.
Metropolis je z leti zaradi prikazovanja vedno aktualnega razrednega boja in svoje ikonične podobe pridobil kultni status in velja za enega od mejnikov znanstvene fantastike. Rekonstruirana različica filma, ki je bila končana leta 2001 in prikazana na berlinskem filmskem festivalu tistega leta, je bila vpisana v Unescov register dediščine zgodovinskih dokumentov (»Memory of the World Register«).

## Igralska zasedba
- Alfred Abel kot Joh Fredersen
- Gustav Fröhlich kot Freder, Fredersenov sin
- Rudolf Klein-Rogge kot C. A. Rotwang
- Fritz Rasp kot Suhec
- Theodor Loos kot Josaphat
- Erwin Biswanger kot Delavec 11811 / Georgi
- Heinrich George kor Grot, delovodja
- Brigitte Helm kot Maria/robot
- Georg John kot delavec